# Faras

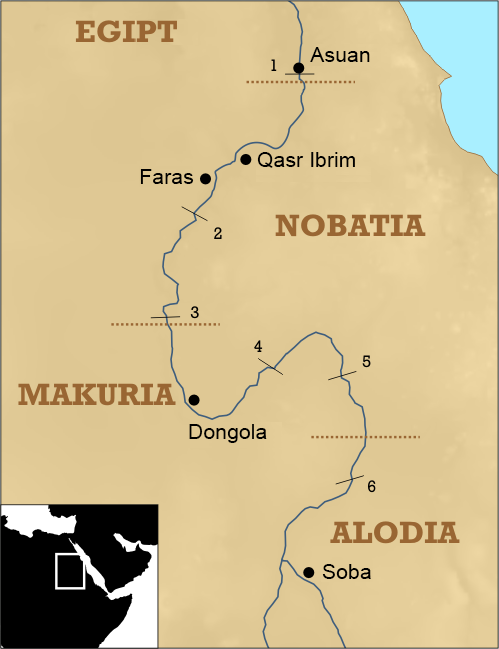
Położenie Faras w stosunku do katarakt

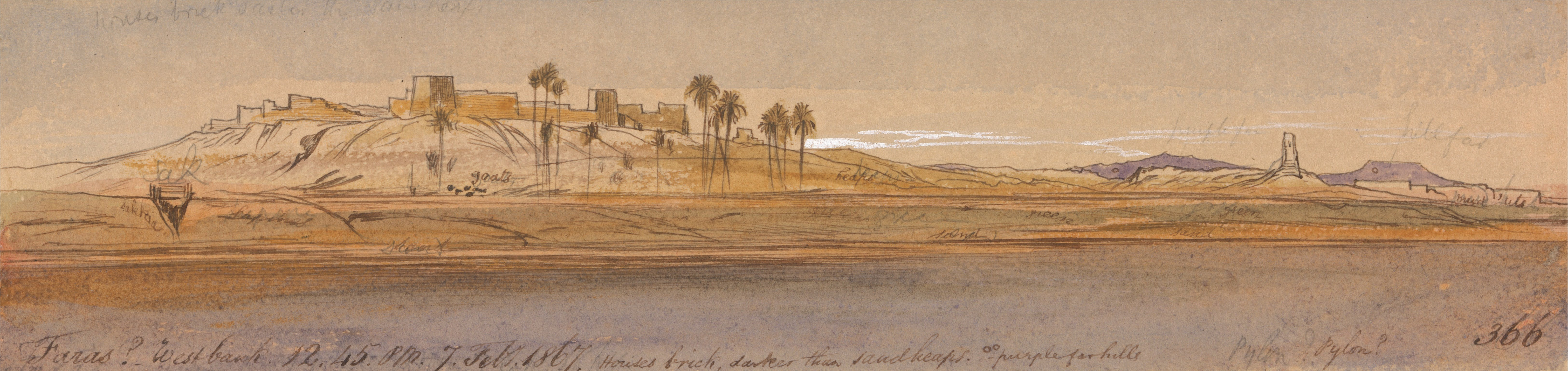
Panorama Faras wykonana w 1867 przez Edwarda Leara.

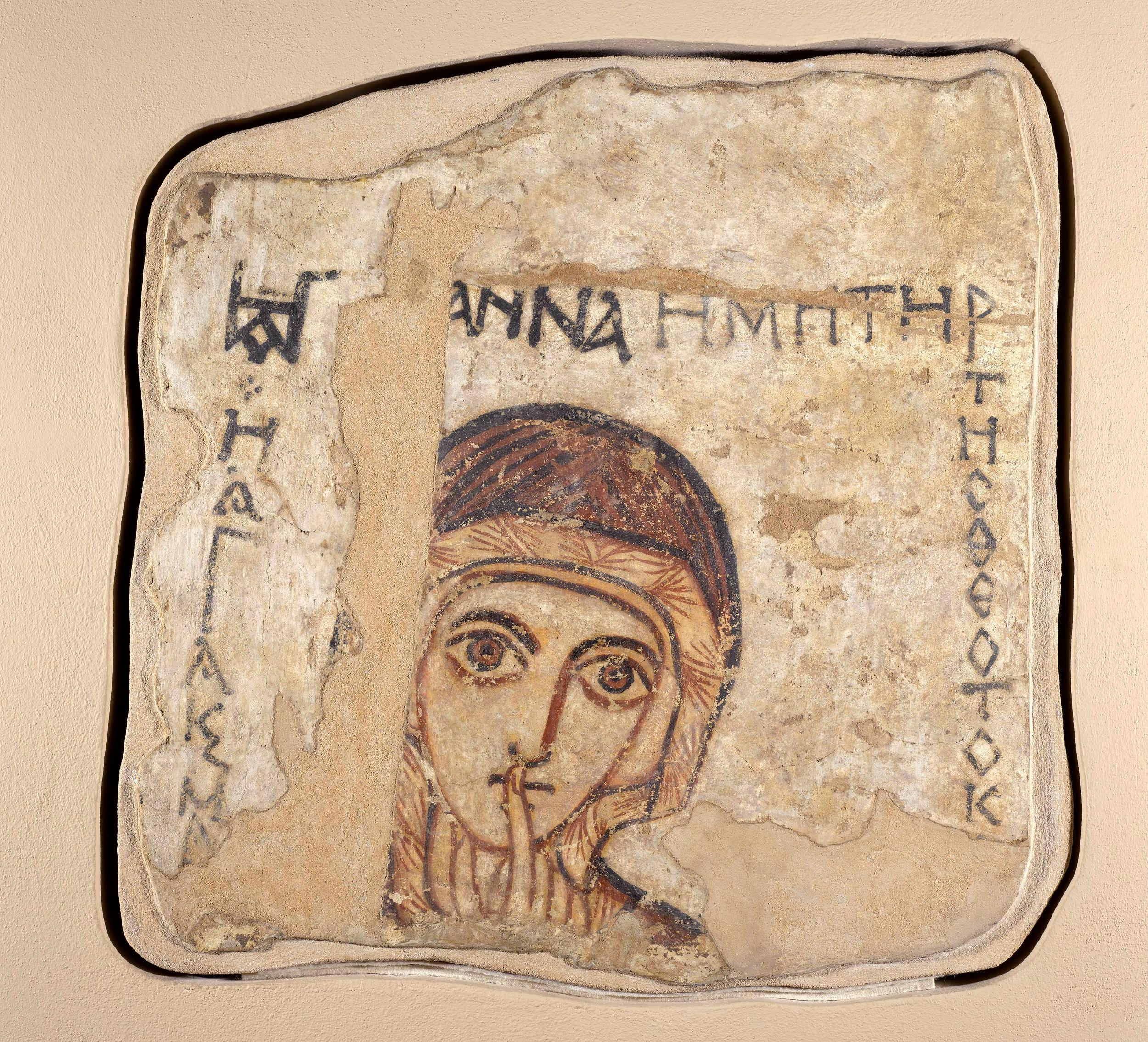
Św. Anna, autor nieznany, malowidło ścienne (VIII w.), Muzeum Narodowe w Warszawie

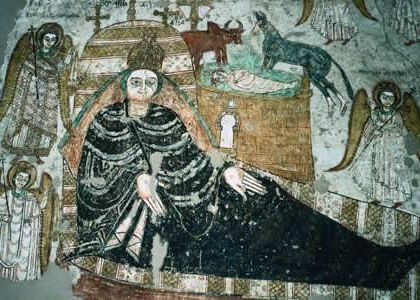
Malowidło ścienne Boże Narodzenie (X/XI w.) z Muzeum Archeologicznego w Chartumie

Faras (staroż. Pachoras) – miejscowość w północnym Sudanie, na północ od II katarakty w pobliżu Wadi Halfa, obecnie zalana wodami jeziora Nasera.
Pachoras było stolicą prowincji królestwa Meroe od 270 p.n.e. aż do upadku państwa w 350 n.e., a później stolicą prowincji królestwa Nobadii, które w VI w. n.e. przyjęło chrześcijaństwo, a od VII w. stolicą prowincji królestwa Makurii. W VII w. n.e. w Pachoras ustanowiono biskupstwo, które istniało do XIV w., gdy Makuria ostatecznie upadła, a jej ludność została zislamizowana. W XVIII w. Arabowie wznieśli na ruinach dawnego Pachoras cytadelę, wokół której istniała osada. W latach 60. XX w. ludność wioski wysiedlono w związku z planowanym zalaniem tego obszaru w ramach budowy Tamy Assuańskiej, a część cytadeli i zabudowań wioski rozebrano w trakcie ratunkowych prac archeologicznych prof. K. Michałowskiego. Cała miejscowość wraz z okolicą została zalana po kwietniu 1964.

## Stanowisko archeologiczne
Pierwsze poszukiwania archeologiczne prowadzone były przez brytyjskich podróżników już w drugiej połowie XIX wieku. W latach 1907-1908 do Faras przybyli niemieccy archeolodzy, którzy skopiowali wiele inskrypcji a także przywieźli do Niemiec  odkryte naczynia ceramiczne, które obecnie znajdują się w zbiorach Muzeum Egipskiego w Berlinie. Pierwsze regularne wykopaliska  zorganizował amerykański uczony Geofrey S. Mileham z Pennsylvania University (1908-1909), sponsorowane przez Eckleya B. Coxe Juniora (1839-1895). Przed 1914 prace archeologiczne w Faras prowadził brytyjski archeolog Francis Llewellyn Griffith z Uniwersytetu Oksfordzkiego, który odkrył tu pozostałości świątyni faraona Totmesa III (świątynia znajdowała się w Buhen, zaś zdobione bloki z niej pozyskane przywożono do Faras jako kamień budowlany na potrzeby wznoszonej katedry i innych budowli miasta).
W latach 1961–1964 badania na tym terenie przeprowadzili polscy archeolodzy z Centrum Archeologii Śródziemnomorskiej Uniwersytetu Warszawskiego pod kierunkiem prof. Kazimierza Michałowskiego w ramach międzynarodowej ekspedycji do Nubii pod patronatem UNESCO. Ekspedycja została zorganizowana, by uratować zabytki kultury nubijskiej, zanim teren zostanie zalany w związku z utworzeniem sztucznego jeziora Nasera. Michałowski postanowił rozkopać górujące nad okolicą wzgórze, na którym stała cytadela, gdyż sądził, że jest to tell. Dzięki tym badaniom odkryto pozostałości katedry wczesnochrześcijańskiej, której pierwotne założenie pochodzi z końca VII wieku (wzniesiono ją na pozostałościach, dwóch kolejno poprzedzających tę katedrę kościołów). Była to trójnawowa bazylika poprzedzona narteksem. Dolną części murów ułożono z bloków wapienia, a wyższą z cegły. Oprócz katedry odkopano także klasztor, pałac biskupów, ruiny pałacu eparchy, domy mieszkalne i pomieszczenia gospodarcze.
W ruinach katedry odkryto liczne ślady wcześniejszych zniszczeń i wielokrotnie powtarzanych przebudów. Ściany pokryte były licznymi malowidłami w stylu bizantyjsko-koptyjskim, wykonanych techniką al secco i pochodzących z okresu od VII do XIV wieku. W trakcie prac badawczych zespół K. Michałowskiego zinwentaryzował 169 malowideł, jednak niektóre zachowały się tylko śladowo. Zdjęto 120 z nich, z których 67 (pochodzących głównie z VIII w.) trafiło do zbiorów Muzeum Narodowego w Warszawie, a reszta do Chartumu (pochodzących głównie z X – XI w.). Początkowo (w VIII wieku) malowidła te były jednobarwne w tonacji fioletu, a w IX wieku z zastosowaniem bieli dla konturu i brązu dla wypełnienia obrazu. Od X wieku paleta barw została mocno wzbogacona przy zachowaniu dominacji czerwieni. Oprócz tematów religijnych, takich jak narodziny Chrystusa, Golgota, postaci Madonn, świętych i aniołów na malowidłach przedstawiano także portrety i inskrypcje władców i 14 z biskupów nubijskich, w tym wielu nieznanych wcześniej nauce). Bardzo ważne znaczenie poznawcze miała odkryta przez zespół Michałowskiego lista biskupów z Faras, obejmująca nazwiska kolejnych biskupów aż do roku 1169). Oprócz malowideł, w Faras odnaleziono także elementy rzeźbiarskiej dekoracji architektonicznej, około 200 inskrypcji w językach greckim, koptyjskim i nubijskim, a także stele nagrobne i sprzęty liturgiczne.
Okres największego rozkwitu sztuki wczesnochrześcijańskiej trwał na tym terenie do XI wieku, pod koniec XII wieku zaobserwowano powolny jej upadek.

## Galeria Faras w Muzeum Narodowym w Warszawie
Połowa z ocalonych podczas ekspedycji UNESCO malowideł (wykonanych na tynku techniką tempery) trafiła do Muzeum Narodowego w Warszawie, gdzie są eksponowane na wystawie stałej w Galerii Faras im. Profesora Kazimierza Michałowskiego. Jest to jedyna w Europie galeria, w której eksponowane są zabytki kultury nubijskiej okresu chrześcijańskiego.
W kolekcji Faras znajduje się między innymi malowidło ścienne z połowy VIII wieku, przedstawiające św. Annę w geście nakazującym milczenie. Przypuszczalnie ma on ukazywać godną milczenia tajemnicę misji jej córki Maryi. Nad głową Anny i z prawej strony znajduje się bowiem napis grecki: ANNA, MATKA BOGURODZIC(Y) (gr. ΑΝΝΑ ΗΜΗΤΗΡΤΗΟΘΕΟΤΟΚ).
Do innych malowideł ściennych przechowywanych w Warszawie zalicza się m.in. przedstawienie Archanioła Michała z IX wieku i biskupa Marianosa z 1002 roku. Wśród eksponatów przekazanych Polsce znalazły się łącznie 67 malowidła ścienne, a także m.in. elementy dekoracji architektonicznej i ceramika. Ekspozycję obiektów z Faras w Muzeum Narodowym w Warszawie otwarto w 1972, a w została w 2015 roku została rozszerzona o m.in. filmy przedstawiające trójwymiarowe rekonstrukcje wnętrza katedry i znajdujących się w jej wnętrzu obiektów.
Pozostałe obiekty odnalezione w Faras eksponowane są od 1972 w Muzeum Archeologicznym w Chartumie. Kości 13 biskupów z Faras przywiezione do Warszawy w celu przeprowadzenia badań antropologicznych zostały pochowane w 1994 przy kościele św. Wincentego na cmentarzu Bródnowskim. Część malowideł z Galerii w okresie 1968–1969 było eksponowanych na czasowych wystawach w Berlinie, Essen, Hadze, Zurychu i Warszawie.

## Znaleziska archeologiczne z Faras w sztuce
W 1964 w Sudanie wydano 3 znaczki pocztowe (Michel 197-199)  z przedstawieniami malowideł z katedry w Faras, znajdujących się w muzeum w Chartumie, a w 1971 w Polsce wydano serię 8 znaczków pod tytułem „Polskie odkrycia archeologiczne – freski z Faras”, prezentującą wybrane malowidła z katedry, które znajdują się w Muzeum Narodowym w Warszawie.

## Publikacje o Faras
- Michałowski K., 1974: Faras: malowidła ścienne w zbiorach Muzeum Narodowego w Warszawie: inskrypcje. Wyd. Artystyczno-Graficzne, Warszawa, 332 str.